# プリンス駅
プリンス駅（プリンスえき、英語: Prince Station）は、アメリカ合衆国ウェストバージニア州プリンススタナフォード・ロード5034にある駅。 初めはチェサピーク・アンド・オハイオ鉄道の駅として1880年に開業した。今の駅は1946年に開業した。有人駅であったが、アムトラックのチケットレス化の進行による有人窓口での乗車券購入の需要低下などを理由に無人化されることが2016年4月に報じられた。

## 利用可能な鉄道路線／列車
アムトラックの停車する列車は下記の通り。
シカゴとニューヨーク間（インディアナポリス・シンシナティ・ワシントンD.C.・北東回廊経由）の夜行長距離列車カーディナル号…週3往復停車

## ギャラリー

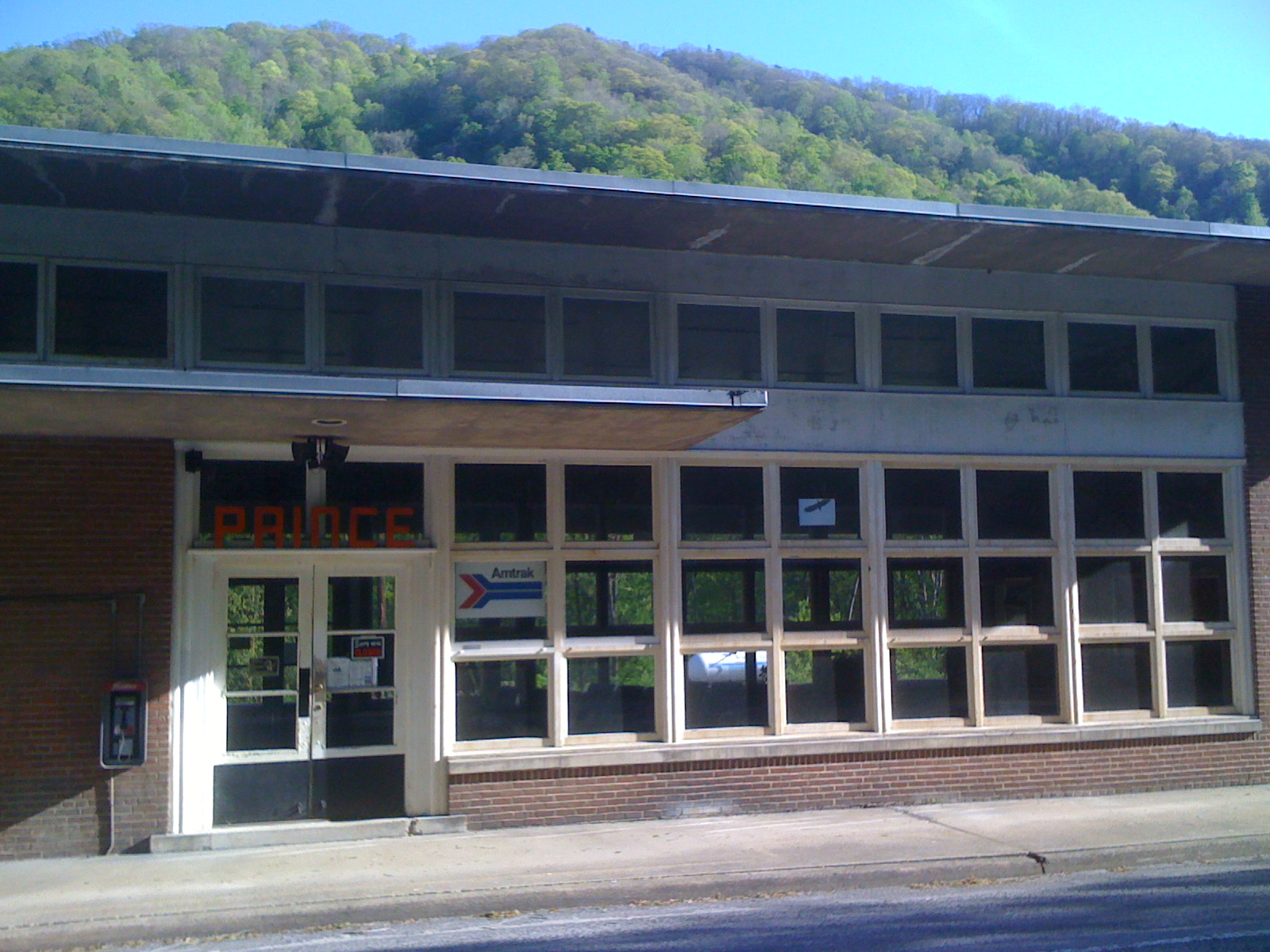
正面玄関
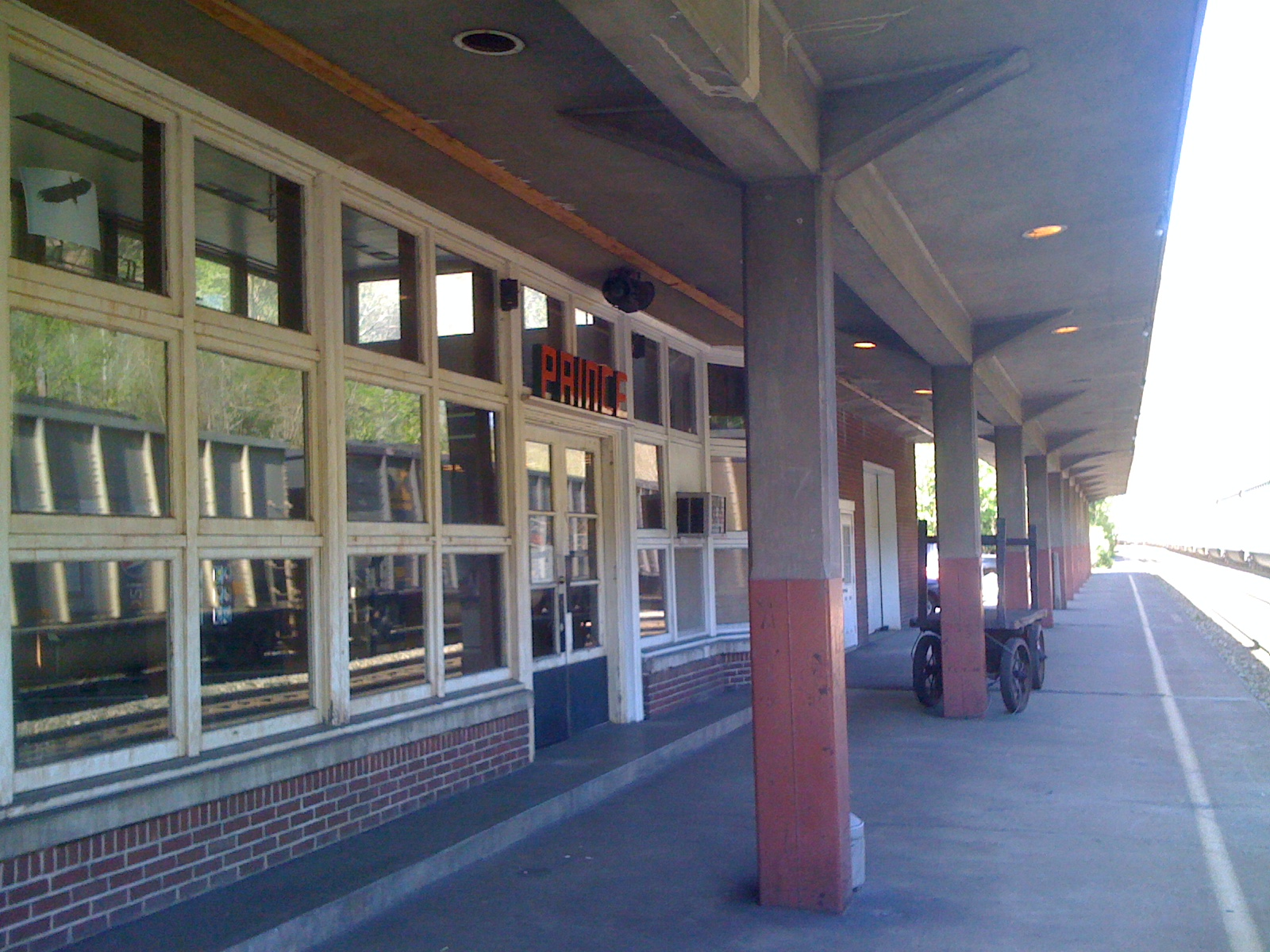
ホーム側